# Gernot Messner
Gernot Messner (* 10. Oktober 1980 in Villach) ist ein ehemaliger österreichischer Fußballspieler auf der Position eines defensiven Mittelfeldspielers und nunmehriger -trainer.

## Karriere

### Als Spieler
Messner begann seine Karriere beim SV Spittal/Drau. Im Alter von 20 Jahren wechselte er zum österreichischen Rekordmeister SK Rapid Wien. Dort kam er aber nicht über die Reservistenrolle hinaus und wechselte nach nur einer halben Saison zum SV Austria Salzburg, wo er schnell zum Stammspieler avancierte, er aber oft durch Verletzungen zurückgeworfen wurde. Er gab sein Ligadebüt am 21. September 2002 beim Spiel gegen FC Admira Wacker Mödling, wo er beim Stand von 2:0 in der 85. Minute eingewechselt wurde.
Durch die Übernahme von Red Bull zu FC Red Bull Salzburg wurde mit ihm nicht mehr geplant und so wechselte er zum FC Kärnten, wo er zwei Jahre über spielte.
Seit Juli 2007 ist er beim Kärntner Klub Wolfsberger AC unter Vertrag und schaffte mit dem Verein 2010 nach zwei Relegationsspielen gegen den SC-ESV Parndorf 1919 den Aufstieg in die Erste Liga. Nach nur zwei Jahren in dieser Liga stieg er mit dem Verein in die höchste österreichische Fußballliga, die Bundesliga, auf. In der Bundesliga verbrachte er noch eine Saison, ehe er ab der Saison 2013/14 ausschließlich für die Amateure des Vereins zum Einsatz kam. Im Jänner 2017 wechselte er zum SK St. Andrä, bei dem er nach der Saison 2016/17 schließlich auch seine Karriere als Aktiver beendete.

### Als Trainer
Messner fungierte ab der Saison 2013/14 als spielender Co-Trainer bei den Amateuren der Wolfsberger. Zur Saison 2015/16 übernahm er das Cheftraineramt beim fünftklassigen SK St. Andrä. Nach zwei Spielzeiten in St. Andrä kehrte er zur Saison 2017/18 zum WAC zurück, wo er Cheftrainer der U-18 in der Akademie wurde. Im August 2018 wurde er zum Leiter der Akademie befördert. In der Rückrunde der Saison 2018/19 trainierte er zudem erneut selbst die U-18.
Im Dezember 2021 verließ Messner die Kärntner und wurde Trainer des Zweitligisten Grazer AK. Mit den Grazern schaffte er in der Saison 2023/24 den Aufstieg in die österreichische Bundesliga. Nachdem der GAK nach zehn absolvierten Meisterschaftsrunden noch immer sieglos war, wurde Messner nach einer 2:5-Derbyniederlage gegen den SK Sturm  Graz mit 21. Oktober 2024 beurlaubt.

## Privates
Gernot Messner ist eines von fünf Kindern der Spittaler Trainerlegende Kurt Messner. Er ist mit der Schwester des Fußballtormanns Hubert Auer liiert.